# Nando Bruno
Nando Bruno (né le 6 octobre 1895 à Rome et mort le 10 avril 1963 dans la même ville) est un acteur italien.

## Filmographie partielle
- 1938 : L'ha fatto una signora de Mario Mattoli
- 1939 : Dora Nelson de Mario Soldati
- 1939 : Montevergine de Carlo Campogalliani
- 1940 : Incanto di mezzanotte de Mario Baffico
- 1945 : Rome, ville ouverte (Roma città aperta) de Roberto Rossellini
- 1946 : Rome ville libre (Roma città libera) de Marcello Pagliero
- 1947 : Le Crime de Giovanni Episcopo (Il delitto di Giovanni Episcopo) de Alberto Lattuada
- 1947 : Noël au camp 119 (Natale al campo 119) de Pietro Francisci
- 1947 : L'Honorable Angelina (L'onorevole Angelina) de Luigi Zampa
- 1948 : Le Voleur de bicyclette (Ladri di biciclette) de Vittorio De Sica
- 1949 : Vent'anni de Giorgio Bianchi
- 1950 : Fra Diavolo (Donne i briganti) de Mario Soldati
- 1951 : Beautés à Capri (Bellezze a Capri) de Adelchi Bianchi et Luigi Capuano : don Violante
- 1952 : Un homme à détruire (Imbarco a mezzanotte) de Joseph Losey
- 1952 : Cinque poveri in automobile de Mario Mattoli
- 1953 : Pattes de velours (L'incantevole nemica) de Claudio Gora
- 1953 : L'Âge de l'amour (L'età dell'amore) de Lionello De Felice
- 1954 : La Belle Otero de Richard Pottier
- 1954 : Au soir de la vie (Prima di sera) de Piero Tellini
- 1955 : Les Cinq Dernières Minutes (Gli ultimi cinque minuti) de Giuseppe Amato
- 1955 : L'Enfant de la rue (Cortile) d'Antonio Petrucci
- 1956 : Nos plus belles années (I giorni più belli) de Mario Mattoli
- 1957 : La Blonde enjôleuse (La ragazza del palio) de Luigi Zampa
- 1958 : Fortunella d'Eduardo De Filippo
- 1959 : Fripouillard et Cie (Tartassati) de Steno
- 1959 : Le Veuf (Il vedovo) de Dino Risi
- 1960 : L'Homme aux cent visages (Il mattatore) de Dino Risi
- 1961 : Quelle joie de vivre de René Clément
- 1961 : Les Grandes Personnes de Jean Valère
- 1961 : Son Excellence est restée dîner (Sua Eccellenza si fermò a mangiare) de Mario Mattoli